# 實驗學院

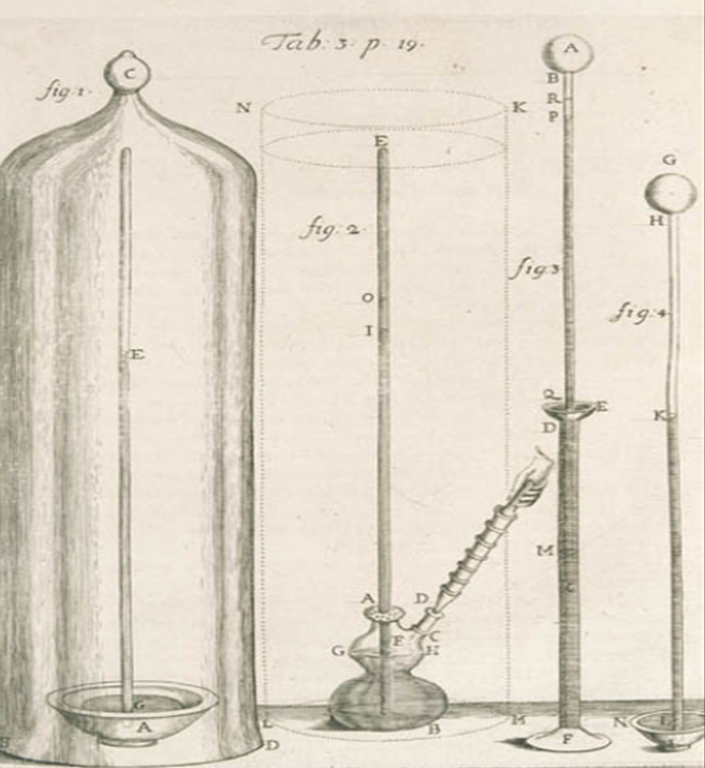
實驗学院出版的《智者》（Saggi）所描绘的科学仪器

實驗学院（義大利語：Accademia del Cimento），或譯奇門托學院，是一个早期的科学团体，由伽利略的学生乔瓦尼·阿方索·博雷利与温琴佐·维维亚尼于1657年在佛罗伦萨创立，并获得了托斯卡纳大公斐迪南二世·德·美第奇与其弟莱奥波尔多·德·美第奇的资助。学院前后共存在十余年，是历史上最早的科学团体之一。
實驗学院十分强调实验，其座右铭即为“尝试再尝试”（Provando e riprovando）。学院在科学实验的早期发展过程中发挥了重要作用。学院成员尝试使实验过程标准化，并利用各种仪器进行科学探索。